# Deinopis giltayi
Deinopis giltayi là một loài nhện trong họ Deinopidae.
Loài này thuộc chi Deinopis. Deinopis giltayi được miêu tả năm 1930 bởi Lessert.